# Myonotus
Myonotus is een geslacht van zeesterren uit de familie Benthopectinidae.

## Soort
- Myonotus intermedius Fisher, 1910